# Michał Siellicki
Michał Siellicki herbu Korczak – regent kancelarii większej litewskiej w latach 1758–1776.
W 1764 roku był elektorem Stanisława Augusta Poniatowskiego z województwa połockiego.